# Shusuke Ota
Shusuke Ota (太田 修介 Ota Shusuke?), född 23 februari 1996 i Yamanashi prefektur, är en japansk fotbollsspelare.
Ota började sin karriär 2018 i Ventforet Kofu.